# يوم لعبة تقمص الأدوار المجاني
يوم لعبة تقمص الأدوار المجاني هو حدث ترويجي سنوي تقيمه صناعة لعبة تقمص الأدوار في أمريكا الشمالية. وهذا اليوم مستوحى من يوم الكتاب الهزلي المجاني، وقد بدأ في عام 2007 ويتم تنسيقه على مستوي عالمي من خلال عمل دعاية للأفكار وتسويقها.

## المشاركة
ينتج الناشرون مغامرات ذات طابع البداية السريعة تكون موجهة للاعبين غير الملمين بنظام اللعبة أو اللاعبين الجدد على طاولة ألعاب تقمص الأدوار بشكل عام. ويتم توزيع الألعاب في جميع أنحاء العالم عبر المحلات المشاركة.

## أول يوم مجاني للعبة تقمص الأدوار (23 يونيو، 2007)
كما يتميز أول حدث سنوي في عام 2007 بمغامرات ذات طابع البداية السريعة من 16 ناشرًا مختلفًا:
- أجزاء ماجيكا: عناصر الجيب
- جري السهم الأسود
- القلاع والصليبيين أدوار البداية السريعة
- تشانجلنغ: المفقود أدوار ومغامرة مجانية
- D0: أمل هولو الأخير / المستوى الأول، أندوران، داركمون فيل
- اشتباك في مكان أوليري
- بلدة تل كا الإمبراطورية
- شركات فاجرا / صبي صغير ضائع
- المسوخ والعقول المدبرة دليل المبتدئين
- الخنزير، الساحرة وعشيقها
- بداية سريعة كثولو
- البداية السريعة الخاصة بسيبتيموس
- سر وايتروك المشؤوم
- معبد الدم
- الأنفاق والمتصيدون مغامرة بحيرة العفريت الماسية
- Xcrawl: معركة البرج المحصن بروكلن[2]

## ثاني يوم سنوي مجاني للعبة تقمص الأدوار (21 يونيو، 2008)
ضم الحدث السنوي الثاني:
- بلدوود
- البداية السريعة الخاصة كاسلمورن
- القلاع والصليبيون أدوار البداية السريعة 2008
- D1.5: انتقام الملك كوبولد // المستوى الخامس، أندوران، وداركمون فيل، وكوبولدز
- منطقة المنصات؛ ورثة أولمبيا
- بعثة الأرض المجوفة أدوار ومغامرات اليوم المجاني للعبة تقمص الأدوار & 2008 «العالقين في الأرض المجوفة.»
- الصياد: الحراسة أدوار ومغامرة مجانية
- جريمة قتل في مسكيتونك
- قاتل توماس فيل
- بونجار: الجوهرة الملطخة
- البداية السريعة للعبة تقمص الأدوارأغنية عن الثلج والنار
- الدليل التمهيدي الأفقي لحدث ستار سيج:
- أخذ الأموال
- كتاب المسافر: مقدمة عن المسافر
- كنز من ممر تالون.[2][3]

## اليوم المجاني السنوي الثالث للعبة تقمص الأدوار (20 يونيو، 2009)
الألعاب التي تضمنها اليوم المجاني السنوي الثالث للعبة تقمص الأدوار:
- بونس بيستيري
- دليل المواطن للنجاة من مجمع ألفا
- كتاب محاربي التنين التمهيدي
- المكافأة المتروكة
- أدوار ومغامرة البداية السريعة الخاصة بغيست: أكلة الخطيئة
- الاستيلاء على الكاش
- بعثة الأرض المجوفة أدوار ومغامرات اليوم المجاني للعبة تقمص الأدوار & 2009 «المختطفين في الأرض المجوفة.»
- معبد الثلج
- الأبطال الخالدون / قلوب الفوضى

طقوس * العناصر الناشئة:
- حصاد خيبر
- المسوخ الأسطورية
- أوراكل أوف أوركاس إكسبلويت[2]

## اليوم المجاني السنوي الرابع للعبة تقمص الأدوار (19 يونيو، 2010)
- عداوة الأمازون
- ساحة رمال الدم
- أدوار البداية السريعة الخاصة بالقلاع والصليبيين لعام 2010
- الحمل الثقيل
- القرصان ألدو المخيف
- الجزاء الأخير
- مجموعة اليوم المجاني للعبة تقمص الأدوار الخاصة بأبطال إلى الأبد
- أدوار ومغامرات اليوم المجاني للعبة تقمص الأدوار الخاصة ببعثة الأرض المجوفة و 2010 «المختطفين في الأرض المجوفة.»
- إرث الكارثة
- سيد القلعة الساقطة[المستوى الأول، أبسالوم]
- ليلة في المتحف
- رول دي انفينيتي: شكل الأشياء القادمة
- تحت الورد

## اليوم المجاني السنوي الخامس للعبة تقمص الأدوار (18 يونيو، 2011)
- المغامرة التوجيهية الرئيسية «المركبة الفضائية الدو» (both d20 & GURPS)
- XDM مغامرة: «انتقام الحبار الليزر»
- برج الزهر
- زهر تذكاري لصاحب المتجر
- البداية السريعة والمغامرة الخاصة بكل اللحم يجب أن يؤكل
- أدوار ومغامرات اليوم المجاني للعبة تقمص الأدوار الخاصة ببعثة الأرض المجوفة و 2011 «العالقين في مقبرة الطائرات.»
- البداية السريعة والمغامرة الخاصة بالحملة الصليبية السوداء
- مهمة الإنقاذ بمغامرة الأنفاق والمتصيدين الفردية ومغامرة سيد اللعبة «مغامرة الزورق»
- البداية السريعة بلعبة تقمص الأدوار الخاصة بزنزانة الزحف الكلاسيكية
- البداية السريعة الخاصة بعصر التنين
- مغامرة المستكشف «نحن العفاريت!»
- مغامرة البداية السريعة بلعبة تقمص الأدوار الخاصة بأركانيس
- مغامرة البداية السريعة العوالم المتوحشة، بعنوان «الصيد الوحشي»
- الزهر الفريد بعنوان الجن
- مغامرة البداية السريعة للهيئة
- مغامرة البداية السريعة القلاع والصليبيين
- البداية السريعة الخاصة بالآفاق النجمية
- البداية السريعة الخاصة بعالم الظلام
- "شياطين الخوف: تنانين هيستيفن وملحق الإصدار الرابع من التنانين l: لمجموعة الصناديق;
- عنصر مكافأة مجاني، مستوطنو القمر: قواعد كاتنمال البديلة (إدراج صفحة واحدة)

## وصلات خارجية
- Free RPG Day